# 1511 a tudományban
Az 1511. év a tudományban és a technikában.

## Építészet
- a bécsi Szent István-székesegyház felépítése

## Események
- Lady Margaret Beaufort megalapítja a Cambridge-i Egyetemet.
- Új-Fundland felfedezése

## Születések
- október 22. - Erasmus Reinhold csillagász, matematikus (1553).
- Bartolomeo Ammanati, olasz építész

## Halálozások
- Matthias Ringmann, német térképész